# Markišavci
Markišavci este o localitate din comuna Murska Sobota, Slovenia, cu o populație de 160 de locuitori.